# ساردارآباد (ارمنستان)

صحنه مصور از نمایش سوارکاری کردها و تاتارها توسط گریگوری گاگارین (۱۸۴۰ میلادی، رنگ و روغن روی بوم، موزه سن پترزبورگ، روسیه). در پس زمینه قلعه سرداری دیده می‌شود در سردارآباد.

ساردارآباد کنونی (هوکتمبر سابق) شهری است در شرق ارمنستان که شکل‌گیری آن به زمانی که ارمنستان کنونی بخشی از ایران بود، برمی‌گردد.

## خصوصیات
ساردارآباد  نفر جمعیت دارد و در ارتفاع  متر بالاتر از سطح دریا قرار گرفته است.